# 脅迫屋シリーズ
『脅迫屋シリーズ』（きょうはくやシリーズ）は、藤石波矢による日本の小説シリーズ。講談社タイガより2016年4月から刊行されている。
2017年に、『今からあなたを脅迫します』のタイトルで、日本テレビ系でテレビドラマ化された。

## シリーズ一覧
- 藤石波矢（著）、スカイエマ（イラスト）、講談社〈講談社タイガ〉
  1. 『今からあなたを脅迫します』、2016年4月19日発売[2]、ISBN 978-4-06-294028-3
  2. 『今からあなたを脅迫します 透明な殺人者』、2017年8月22日発売[3]、ISBN 978-4-06-294081-8
  3. 『今からあなたを脅迫します 白と黒の交差点』、2017年10月19日発売[4]、ISBN 978-4-06-294092-4
  4. 『今からあなたを脅迫します 灰色たちの雨上がり』、2018年3月22日発売[5]、ISBN 978-4-06-294113-6

## 漫画
pixivコミック『なかよし』で、2017年8月31日、10月6日、10月25日に配信された。
- 藤石波矢（原作）、奈院ゆりえ（漫画） 『今からあなたを脅迫します』 講談社〈KCデラックス〉、2017年11月30日発売[6]、ISBN 978-4-06-510559-7

## テレビドラマ
『今からあなたを脅迫します』のタイトルで、2017年10月15日から12月17日まで毎週日曜22時30分 - 23時25分に日本テレビ系「日曜ドラマ」枠で放送された。主演はディーン・フジオカと武井咲。
クランクイン直前の9月1日に、主演の武井とEXILE・TAKAHIROとの結婚および妊娠が発表され、注目された。
今作から同枠では音声多重放送による解説放送が導入されるようになった。

### キャスト
千川完二（）
演 - ディーン・フジオカ
横浜の雑居ビル（横濱バザール）にアジトを構える「脅迫屋」。よく駄洒落を口にする。
第4話の終盤、轟のところへ出向き、澪を守るよう脅迫される。
後述の稚奈とは恋人同士であり、彼女と関係のあった「雨垂れの会」のことにある疑いを持っている。
金坂澪（）
演 - 武井咲
「星徳大学」に通う女子大生。
考え事をする際、大量のおはぎを作る癖がある。千川の「人違い」が原因で、彼の「仕事」に巻き込まれる。
第3話の終盤、自身が轟の孫娘であることを千川たちに明かした。
後述の母、七海に他人を憎まないように言い聞かされているため、副島に対しても話し合いで自首をさせようとするが、千川に「魔女に呪いをかけられて育ったお嬢様」と非難される。
第4話の終盤、京田に誘拐され、大学の特殊環境実験室に監禁、低酸素状態に置かれたが、千川と目黒に救出され入院する。その後、病室に見舞いに来た轟と和解した。第7話で退院する。
入院先の病院で「雨垂れの会」を知り興味を持つ。
最終話で、後述の現金を「雨垂れの会」消滅後の受け皿となる財団を設立するための資金にすると轟に告げた。
目黒（）
演 - 三宅弘城
千川の仲間。温厚だが、実は凄腕の盗み屋。ターゲットとなった人物の情報収集を担当する。
見た目が豪華な料理を作るが、栃乙女によると「味は普通」である。
栃乙女（）
演 - 島崎遥香
千川の仲間。ギャルのような風貌のハッカー。
ターゲットとなった人物の情報分析などを担当する。澪を「澪っち」と呼ぶ。
轟雄之助（）
演 - 近藤正臣
澪の母方の祖父で、政界の実力者。
澪に対して一通の手紙とともに数百万円の現金を送ってくるが、澪はそのお金を「自分のためには一銭も使いたくない」として手を付けていない。
澪が事情聴取のため警察に出頭した際、新戸部を使い屋敷に連れて越させた。そして澪に事件に関わらないよう強く釘を刺した。
前述の通り、千川を脅迫し澪を守らせた。事件が終わり入院した澪に、これからは家族として向き合うことと、現金を送るのを止めることを告げた。
澪を助けたお礼にと千川に依頼され、「雨垂れの会」について調査をし、その結果を記した手紙を澪に託す。
京田カオル（）
演 - 鈴木伸之（劇団EXILE）（第1話 - 第5話）
澪の部屋の隣に住む青年。
第2話で澪にウサギのぬいぐるみを贈るが、その中には盗聴器が仕込んであり、それを使って澪の電話を盗聴する。その他盗撮もしている。
実はプロの「監視屋」で、不破の紹介を得た新戸部の依頼を受け澪を監視していた。別料金で監視の他にも汚れ仕事をこなす。「京田カオル」は偽名である。
澪の救出に来た千川に手錠で拘束されたがいつの間にか脱出した。
レイチェル
演 - 内藤理沙
ロビン
演 - 蛭子能収
以上の2名は、脅迫屋の溜まり場のバー「BAR青龍」の店員。
レイチェルは第7話、バツ2であることがロビンによって暴露された。
乾由佳（）
演 - 山賀琴子
通称カンちゃん。澪の親友。
第8話で「雨垂れの会」のスタッフとなる。
津田小春（）
演 - 佐藤玲
通称ぱるこ。カンちゃんと同様、澪の親友。
第8話で「雨垂れの会」のスタッフとなる。
不破鉄男（）
演 - 小沢仁志
振り込め詐欺の元締めの暴力団・不破組の組長。
須藤直人（）
演 - 間宮祥太朗（第6話 - ）
澪に声を掛けた自称「ナンパ師」で本業はフリーター。あだ名はスナオ。目黒の調査により本名が判明する。旧姓は来栖。両親の離婚の際、母親に引き取られたため姓が変わった。あだ名は旧姓の本名の読みの一部から採って姉・稚奈が付けたもの。
相手をナンパする際砂時計を取り出し、「この砂が落ちるまでの3分間、僕に付き合ってください」などと言う。
第7話の終盤で澪のアパートの隣の部屋に引っ越し、澪の部屋へやって来て自分が稚奈の弟であることと、姉の死が事故ではないと感じていることを語った。
また、第8話では澪に話したことと同様のことを目黒と栃乙女にも明かした。
来栖稚奈（）
演 - 松下奈緒（特別出演）（第6話 - ）
千川の恋人でファッションデザイナー。
自身の経営する店でスズメバチに刺されたことによるアナフィラキシーショックで死亡した。前述のようにスナオの姉。
子供のころ両親が離婚し、父親に引き取られた。父の死後、「雨垂れの会」の施設で育った。
富永絢子（）
演 - 真野響子（第6話 - ）
財団法人「雨垂れの会」代表。
会員を傷つけた者を「天罰」と称し他の会員などに殺させていた。稚奈の復讐のため乗り込んで来た千川にすべての罪を認め自首するように脅迫された。
高ノ森浪（）
演 - 笠原秀幸（第6話 - ）
澪の主治医。
第7話の終盤、後述の若林を脅迫しに来た千川を襲った。
李（）
演 - 後藤亜実（第6話 - ）
「雨垂れの会」代表、富永の秘書。

#### ゲスト
複数話登場の人物はキャスト名横の（）内に話数を記載。
第1話
佐藤貴志（）
演 - 稲葉友
恋人の借金返済のため振り込め詐欺を実行した男。
金坂七海（）
演 - 石田ひかり（第4話）
澪の母で教師。
澪が中学生の時に夫とともに交通事故に遭い死亡する。その死の間際、澪に「正しいことをして、弱い人を必ず助ける」ことを言い残した。
娘同様、考え事をする時大量のおはぎを作る癖がある。その他オレンジのカーネーション、時代劇、おでんの卵、猫、ホラー映画、プロレスが好き。
第2話
笠谷沙和子（）
演 - 大後寿々花
一年前の週刊誌によるゴーストライター疑惑報道により、自殺に追い込まれた親友のERuの名誉を回復すべく、千川に仕事を依頼した女性。
ERu（）
演 - 高月彩良
本名は立花絵瑠。前述の件で自殺したシンガーソングライター。
茂木琢磨（）
演 - 小木茂光
前述の報道をした週刊誌「週刊潮流」の編集長。
土浦君枝（）
演 - 片岡礼子
ERuが所属していた芸能事務所の社長。
茂木に自身に関するスキャンダルを握られ、それを揉み消す引き換えにERuの疑惑を報道させた。
新戸部文夫（）
演 - 袴田吉彦（第3話 - 第5話）
衆議院議員。轟の息が掛かっており、澪とも顔見知りである。
2年前、セントラルベイホテルにおける爆弾事件が起きることを予め知っていたが、自らの評判を上げるために黙認していた。
轟を表舞台から消すため「監視屋」の京田に澪を監視させた後に誘拐させ、さらにスナイパーを使って轟を狙撃しようとしたが、千川に阻止される。その後、前述の爆破事件や轟の暗殺計画、そして自らの本音を千川に語っているところを、栃乙女によって自身の講演会の出席者たちにリークされた挙げ句に逮捕された。
第3話
益子孝行（）
演 - 浅香航大
澪と同じ大学に通う大学生。
母親が過去に結婚詐欺を働き、そのことで千川に脅迫されるが、逆に後述の戸田を脅迫するよう依頼する。
萩沼真希（）
演 - 南沢奈央
益子のアルバイト先、セントラルベイホテルに勤務している。
彼女の父が前述の詐欺の被害者であり、その際多額の借金を負う。その返済のため高校を卒業後すぐに働き、残り500万円までは返済した。その残りの返済に充てるため、加害者の家族である益子に500万を支払えと脅迫するよう千川に依頼する。
戸田雄介（）
演 - 東幹久
セントラルベイホテルの支配人。
交際している真希が退職しないように脅迫するよう千川に依頼する。
第4話
國枝友基（）
演 - 森田甘路
七海の教え子。彼女の好みを覚えている。
七海を交通事故に遭わせ死なせた添島を憎み、殺そうとした。
添島邦昭（）
演 - 前田公輝
前述の通り、澪の両親を死なせた。
大企業の社長の息子で、自らが起こした事故を金の力でもみ消した。
第6話
北条愛梨（）
演 - 横溝菜帆（第7話）
下校途中いじめられているところを千川に助けられた小学生。千川に母親を助けるよう依頼する。
千川に焼きいもを分けてもらったことから、彼を「お芋のおじさん」と呼ぶ。
北条あかね（）
演 - 佐伯日菜子（第7話）
愛梨の母親。
市から生活保護を受けていたが、後述の佐々木から借金をしたため収入があると見なされて打ち切られた。
愛梨共々「雨垂れの会」の施設で暮らしている。
佐々木貴也（）
演 - 髙橋洋
借金の取り立て屋。あかり・愛梨親子に近づき、言葉巧みに自身から借金をさせ、その後暴力的な取り立てをする悪質な男。
終盤に逮捕される。
蔵井武志（）
演 - 飯塚悟志（東京03）（第7話）
市の福祉事務所に勤務するケースワーカー。生活保護の案件を150件抱えている。
佐々木とは高校の同級生で、自分の仕事を減らすため二人で共謀し、あかり・愛梨親子の生活保護を取り消した。その他にも同様の手口で取り消されたケースが多数ある。
千川に脅迫された後、事故で死亡する。
第7話
若林亮介（）
演 - 橋本じゅん
蔵井が死亡したレストラン「ハートビートビーフ」の店長。過去に妻を事故で亡くした経験がある。
「雨垂れの会」と関係があり、事故に見せかけて蔵井を殺害したことを千川に見抜かれた。
小橋桃花（）
演 - 阿部純子
若林のレストランの従業員。
第8話
松尾次郎（）
演 - 相島一之
稚菜の店にやって来て立ち退きを迫った地上げ屋。看板の落下事故により死亡する。

### スタッフ
- 原作 - 藤石波矢『今からあなたを脅迫します』（講談社タイガ）
- シリーズ構成 - 渡部亮平
- 脚本 - 渡部亮平、関えり香、宇治信行
- 音楽 - 林ゆうき
- 主題歌 - DEAN FUJIOKA「Let it snow!」(A-Sketch)
- 副音声解説 - 渋谷茂[16]
- チーフプロデューサー - 福士睦
- プロデューサー - 松本京子、難波利昭（AXON）
- 演出 - 中島悟、狩山俊輔、本多繁勝、高橋朋広
- 制作協力 - AXON
- 制作著作 - 日本テレビ

### 放送日程
| 各話                                                                        | 放送日   | ラテ欄                        | 脚本              | 演出     | 視聴率 |
| --------------------------------------------------------------------------- | -------- | ----------------------------- | ----------------- | -------- | ------ |
| 第1話                                                                       | 10月15日 | 悪で人を救う脅迫屋VSお嬢様    | 渡部良平 関えり香 | 中島悟   | 8.0%   |
| 第2話                                                                       | 10月29日 | 歌姫を守れ 悪徳記者ヤラセ記事 | 関えり香          | 中島悟   | 5.7%   |
| 第3話                                                                       | 11月05日 | 結婚サギ…人生狂った女の復讐   | 宇治信行          | 狩山俊輔 | 6.4%   |
| 第4話                                                                       | 11月12日 | 許せない! 殺人鬼に涙の復讐を  | 関えり香          | 本多繁勝 | 5.9%   |
| 第5話                                                                       | 11月19日 | お嬢様に死が迫る!! 最大の危機 | 宇治信行          | 狩山俊輔 | 6.2%   |
| 第6話                                                                       | 11月26日 | 新章開幕!! 脅迫屋が隠す過去…  | 関えり香          | 本多繁勝 | 4.9%   |
| 第7話                                                                       | 12月03日 | 脅迫屋の死!? 迫る影…絶体絶命  | 宇治信行          | 高橋朋広 | 5.4%   |
| 第8話                                                                       | 12月10日 | 幸せの絶頂が地獄に…恋人死す   | 関えり香          | 狩山俊輔 | 6.4%   |
| 最終話                                                                      | 12月17日 | 俺を殺せ 殺人犯に涙の復讐を   | 関えり香          | 狩山俊輔 | 6.3%   |
| 平均視聴率 6.1%（視聴率はビデオリサーチ調べ、関東地区・世帯・リアルタイム） |          |                               |                   |          |        |

- 第1話は、22時30分 - 23時40分の15分拡大放送。
- 10月22日は、同日に投開票が行われた第48回衆議院議員総選挙に関するNNN報道特別番組『ZERO×選挙2017』（19時58分 - 翌1時50分[7]）を放送のため休止。

| 日本テレビ系 日曜ドラマ                                | 日本テレビ系 日曜ドラマ                                | 日本テレビ系 日曜ドラマ                 |
| 前番組                                                 | 番組名                                                 | 次番組                                  |
| ------------------------------------------------------ | ------------------------------------------------------ | --------------------------------------- |
| 愛してたって、秘密はある。 （2017年7月16日 - 9月17日） | 今からあなたを脅迫します （2017年10月15日 - 12月17日） | トドメの接吻 （2018年1月7日 - 3月11日） |